# Wang Qishan
Wang Qishan (Standaardmandarijn: 王岐山) (Qingdao, 1 juli 1948) is een Chinees politicus en sinds 17 maart 2018 de vicepresident van de Volksrepubliek China. Van 15 november 2012 tot 25 oktober 2017 was hij secretaris van de Centrale Commissie voor Disciplinaire Inspectie van de Communistische Partij van China (CCDI), en tussen maart 2008 en maart 2013 tevens vicepremier van China. Daarvoor diende hij onder meer als burgemeester van Beijing. Die laatste functie nam hij in de zomer van 2003 over van Meng Xuenong toen SARS heerste in de hoofdstad.